# 本溪湖煤矿

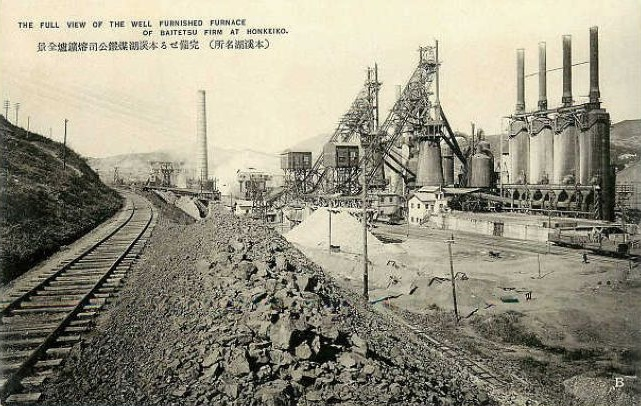
本溪湖煤铁公司的熔矿炉

本溪湖煤矿（日语：本渓湖炭鉱）是一个开设于1905年的煤矿，位于中国辽宁省本溪市。最初开发该煤矿的是中日合资公司本溪湖煤铁有限公司，在运营中，日方的控制权逐渐加强。九一八事变之后，日军控制中国东北，本溪湖煤矿也完全落入日本控制。:151
二战期间，有很多人在本溪湖煤矿被迫劳动，劳动条件艰苦，食物和衣物都匮乏。1942年4月26日，在本溪湖煤矿发生了爆炸矿难。